# Menkauhor Kaiu
Menkauhor Kaiu (grčki Menkeris) je bio faraon Egipta koji je živio u 5. dinastiji. Naslijedio je kralja Njuserru Inija. Njega je naslijedio Djedkare Isesi. Bio je nazvan po bogu Horusu.
Moguće je da je Menkauhor bio Njuserrin sin. S druge strane, možda je bio general koji je došao do vlasti. Koliko se zna, Njuserra je imao samo jedno dijete, kćer Kamerernebti. Torinski popis kraljeva pripisuje Menkauhoru 8 godina vladavine. Sagradio je hram boga Sunca zvan Aket-Ra. Menkauhorova je piramida otkrivena 1842. Poslije je bila skrivena pod pijeskom sve do 2008.
Nije poznato što je Džedkara bio Menkauhoru. Možda su bili otac i sin. Za kraljicu Meresank IV. smatra se da je bila Menkauhorova supruga. Isto vrijedi i za ženu zvanu Kuit. Ona je vrlo vjerojatno bila udata za njega.
Faraonov sin je vjerojatno bio princ Raemka.
Menkauhor i dalje ostaje dosta tajanstven faraon.

## Vanjske poveznice
- Egipatski kraljevi (engl.)
- Kralj Menkauhor: Sedmi kralj 5. dinastije (engl.)